# Acrocercops calycophthalma
Acrocercops calycophthalma là một loài bướm đêm thuộc họ Gracillariidae. Nó được tìm thấy ở Maharashtra và Karnataka, Ấn Độ.
Ấu trùng ăn Terminalia bellirica. Chúng ăn lá nơi chúng làm tổ.Tổ có dạng đốm under the upper cuticle of the leaves.